# Buren (Gelderland)
Buren (anhörenⓘ; deutsch Büren) ist eine Gemeinde der niederländischen Provinz Gelderland. Am 1. Januar 2025 hatte sie 27.976 Einwohner.

## Orte
Zur Gemeinde Buren gehören die kleine Stadt Buren und noch 13 Dörfer. Ungefähr von West nach Ost sind dies:
- Beusichem (2 km östlich von Culemborg)
- Zoelmond
- Asch
- Ravenswaaij
- Rijswijk (am Amsterdam-Rijnkanaal; Fähre über den Lek in Wijk bij Duurstede)
- Erichem, nahe Buren selbst
- Kerk-Avezaath
- Zoelen (im Süden der Gemeinde, bei Tiel)
- Maurik, am Rhein; Sitz der Gemeindeverwaltung
- Eck en Wiel
- Ingen
- Ommeren
- Lienden, am Ostrand der Gemeinde, nahe Kesteren.

## Lage und Wirtschaft
Die Gemeinde Buren gehört zur Landschaft Betuwe. Sie liegt zwischen Culemborg im Westen, dem Fluss Lek, der oberhalb Rijswijk Rhein heißt, im Norden, Neder-Betuwe im Osten, West Betuwe im Südwesten und Tiel mit der Autobahn A15 (Dordrecht – Arnheim/Nijmegen) im Südosten. Der Amsterdam-Rijnkanaal trennt die Gemeinde in eine östliche und eine westliche Hälfte.
Die nächsten Bahnhöfe befinden sich in Geldermalsen, Tiel und Kesteren.
Die wichtigsten Erwerbsquellen sind der Garten- und Obstbau; die Viehhaltung und Landwirtschaft; die Herstellung von Backsteinen und Dachziegeln; und der Tourismus.

## Geschichte
Zur römischen Vergangenheit des Ortes siehe die Hauptartikel Mannaricium und Levefanum.
Das Städtchen Buren entstand im späten 14. Jahrhundert als eine kleine Festung an der Korne, einem kleinen Nebenfluss der Linge. 1498 wurde aus der Herrlichkeit Buren die Grafschaft Buren. Das Schloss Buren, Stammsitz der Grafen von Buren, war eine der größten Wasserburgen der Niederlande. Es wurde 1804 abgerissen; einige Umrisse sind in einer Parkanlage noch sichtbar.
Am 8. Juli 1551 heiratete Wilhelm von Oranien die junge Gräfin Anna van Buren, Tochter des Grafen Maximilian Egmont van Buren. Seitdem ist der Titel eines Grafen von Buren dem niederländischen König oder der Königin vorbehalten.
Der Familienname Van Buren kommt in den Niederlanden ziemlich häufig vor, darunter auch die Vorfahren des US-Präsidenten Martin Van Buren. Die niederländischen Könige und Königinnen haben den Namen Van Buren oft benutzt, als sie unerkannt bleiben wollten. Beispielsweise hat Prinz Willem-Alexander, als er 18 Jahre alt war, unter dem Decknamen W. A. van Buren im Winter 1985 die Elfstedentocht absolviert. Im Jahr 1612 stifteten Mitglieder des Oranien-Geschlechtes das Burener Waisenhaus; die Waisen wohnten dort kostenlos. Buren hat ein besonderes Band mit dem Haus Oranien-Nassau und nennt sich Oranjestad.
Die Dörfer in der Gemeinde sind meistens im Mittelalter, zum Teil bereits im 9. Jahrhundert entstanden.

## Politik

### Sitzverteilung im Gemeinderat
Der Gemeinderat wird seit 1982 folgendermaßen gebildet:
| Partei                              | Sitze | Sitze | Sitze | Sitze | Sitze | Sitze | Sitze | Sitze | Sitze | Sitze | Sitze |
| Partei                              | 1982  | 1986  | 1990  | 1994  | 1998  | 2002  | 2006  | 2010  | 2014  | 2018  | 2022  |
| ----------------------------------- | ----- | ----- | ----- | ----- | ----- | ----- | ----- | ----- | ----- | ----- | ----- |
| Gemeentebelangen Buren a            | –     | –     | –     | –     | –     | –     | –     | 2     | 4     | 8     | 9     |
| Protestants Christelijke Groepering | 1     | 1     | 1     | 1     | 2     | 2     | 2     | 3     | 3     | 3     | 3     |
| VVD                                 | 5     | 4     | 4     | 6     | 7     | 6     | 6     | 6     | 5     | 4     | 3     |
| PvdA                                | 4     | 4     | 4     | 3     | 4     | 5     | 6     | 4     | 4     | 2     | 2     |
| GroenLinks                          | –     | –     | –     | –     | –     | –     | –     | –     | –     | –     | 2     |
| CDA                                 | 3     | 2     | 2     | 2     | 3     | 2     | 2     | 2     | 2     | 1     | 2     |
| D66                                 | 0     | –     | –     | 3     | 1     | 1     | 1     | 2     | 2     | 1     | 1     |
| PvdD                                | –     | –     | –     | –     | –     | –     | –     | 1     | 1     | 2     | 1     |
| Beter Buren b                       | –     | –     | –     | –     | –     | 2     | 1     | 0     | 0     | –     | 0     |
| Buren Oprecht en Eerlijk            | –     | –     | –     | –     | –     | –     | 1     | 1     | –     | –     | –     |
| Gemeentebelangen Maurik a           | –     | –     | –     | –     | 1     | 2     | 1     | –     | –     | –     | –     |
| Gemeentebelangen ’90 a              | –     | –     | –     | –     | 1     | 1     | 1     | –     | –     | –     | –     |
| Groene Democraten                   | –     | 2     | 2     | –     | –     | –     | –     | –     | –     | –     | –     |
| Algemeen Belang                     | 0     | –     | –     | –     | –     | –     | –     | –     | –     | –     | –     |
| Gesamt                              | 13    | 13    | 13    | 15    | 19    | 21    | 21    | 21    | 21    | 21    | 21    |

Anmerkungen

### Bürgermeister
Seit dem 10. März 2023 ist Hans Martijn Ostendorp (CDA) amtierender Bürgermeister der Gemeinde. Zu seinem College van B&W zählen die Beigeordneten Karl Maier (Gemeentebelangen Buren), Pieter Neven (Protestants Christelijke Groepering), Monique Bettink-Pierik (CDA) und Martine de Bas (Gemeentebelangen Buren) sowie der Gemeindesekretär Michiel van Dalen.

## Sehenswürdigkeiten
- In Buren:
  - Culemborger Stadttor (erbaut 1630)
  - Museum über „Buren und Oranje“ im ehemaligen Rathaus
  - Museum der Koninklijke Marechaussee im ehemaligen Königlichen Waisenhaus
  - Spätgotische Sankt-Lambertikirche (Baubeginn: 1395)
  - Ehemalige Synagoge
  - Die zum Teil gut erhaltene Stadtbefestigung aus dem Jahr 1395, mit einer Windmühle
  - Das Städtchen ist reich an Häusern aus dem 17. und 18. Jahrhundert. Buren ist „beschermd stadsgezicht“ (Geschütztes Stadtbild) und steht deswegen als Ganzes unter Denkmalschutz.
  - In Buren gibt es einige Läden und Restaurants eigens für die Touristen. Man spricht hier aber kaum andere Sprachen als Niederländisch!

- In den anderen Orten:
  - Beusichem, Eck en Wiel, Ingen, Maurik und Zoelen haben schöne, oft sehr alte Dorfkirchen.
  - Beusichem und Zoelen sind malerische Dörfer.
  - Maurik  hat an einem toten Rheinarm ein Wassersport- und Erholungsgebiet mit Jachthafen.
  - In Zoelen steht das schön restaurierte Schloss Soelen (das Gebäude ist von Privatleuten bewohnt und nicht zu besichtigen) auf einer kleinen Flussinsel.

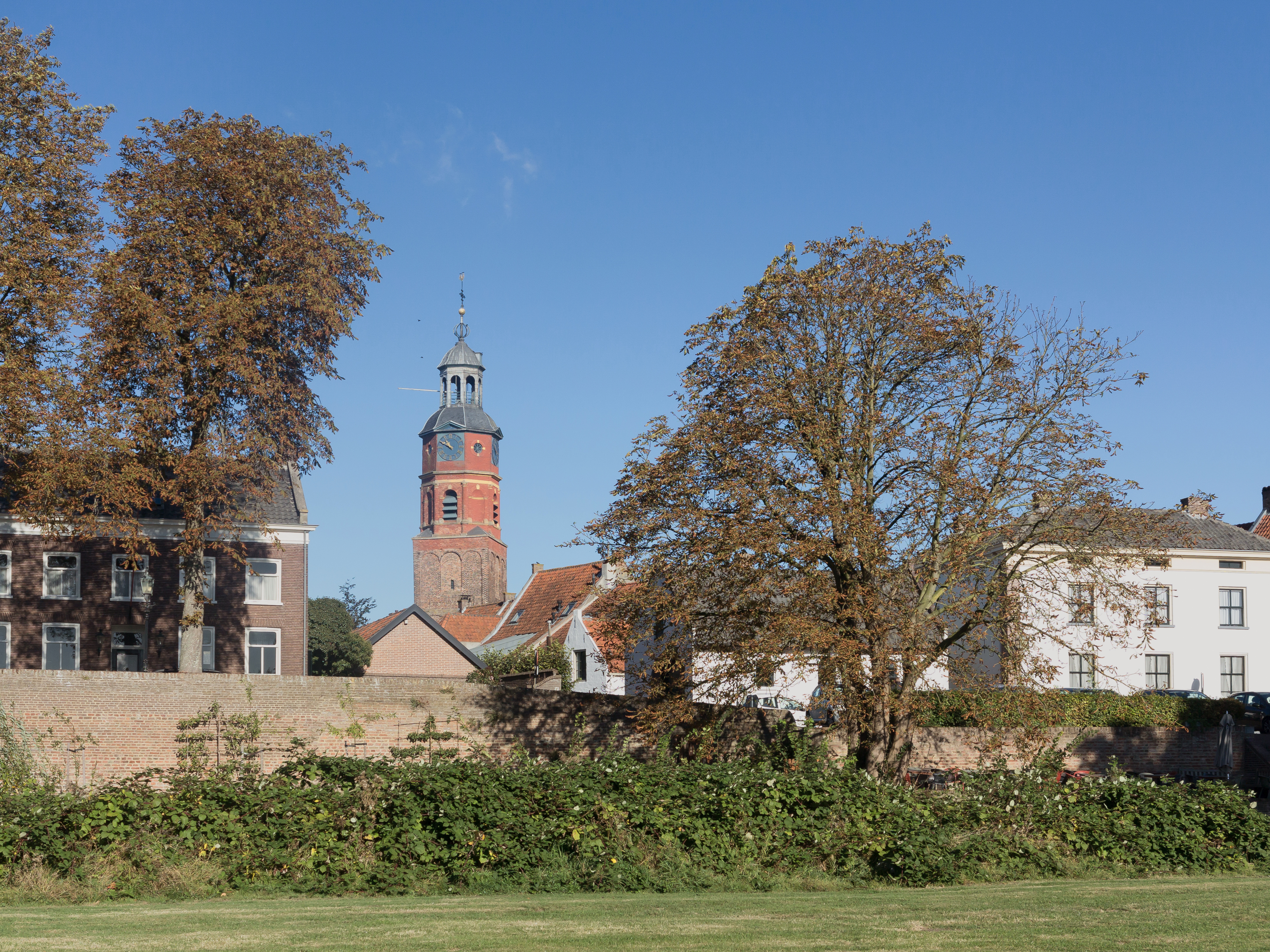
Buren, Kirchturm (Sint-Lambertuskerk) hinter der Festungsmauer
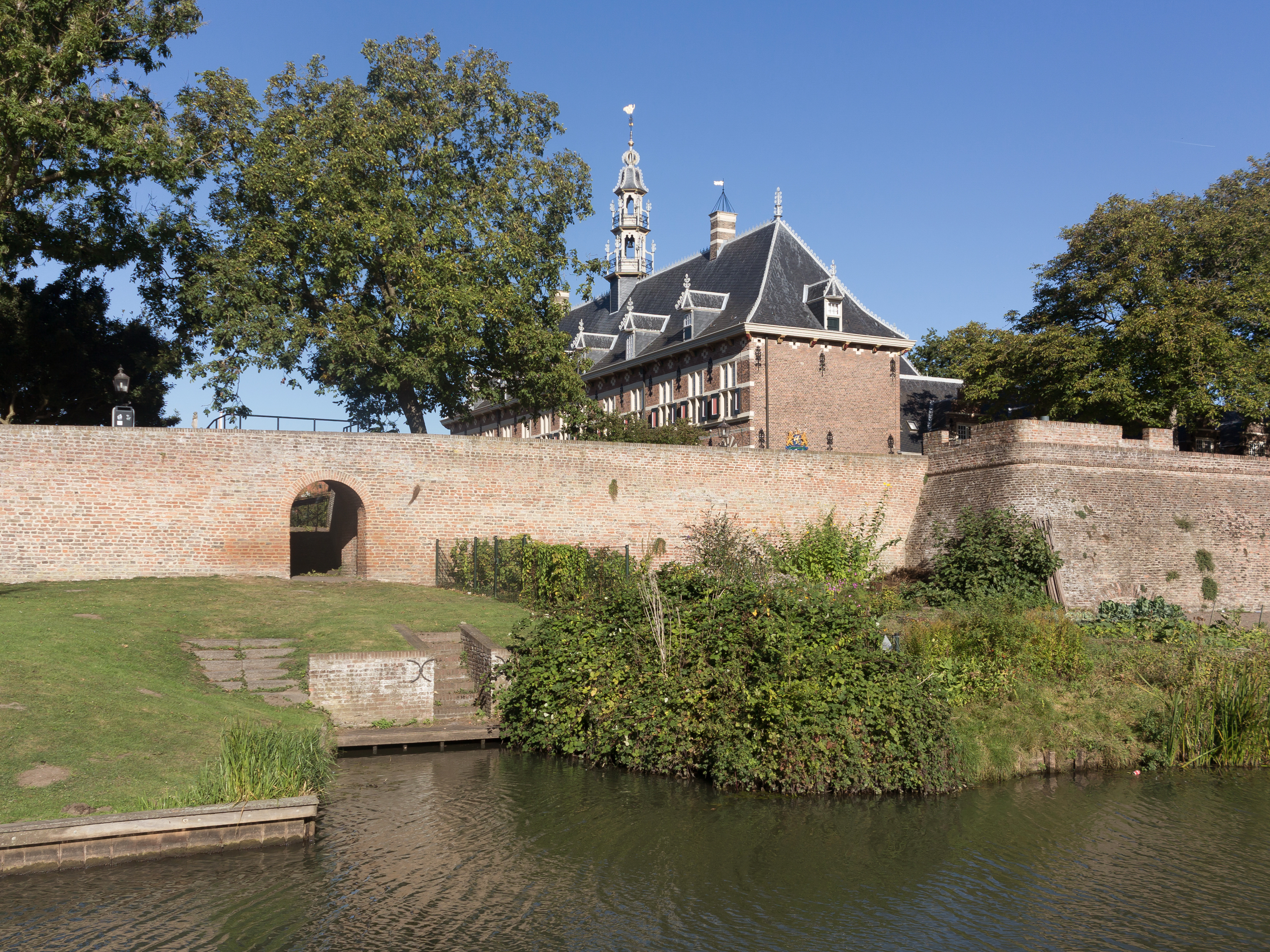
Buren, das Waisenhaus hinter der Festungsmauer
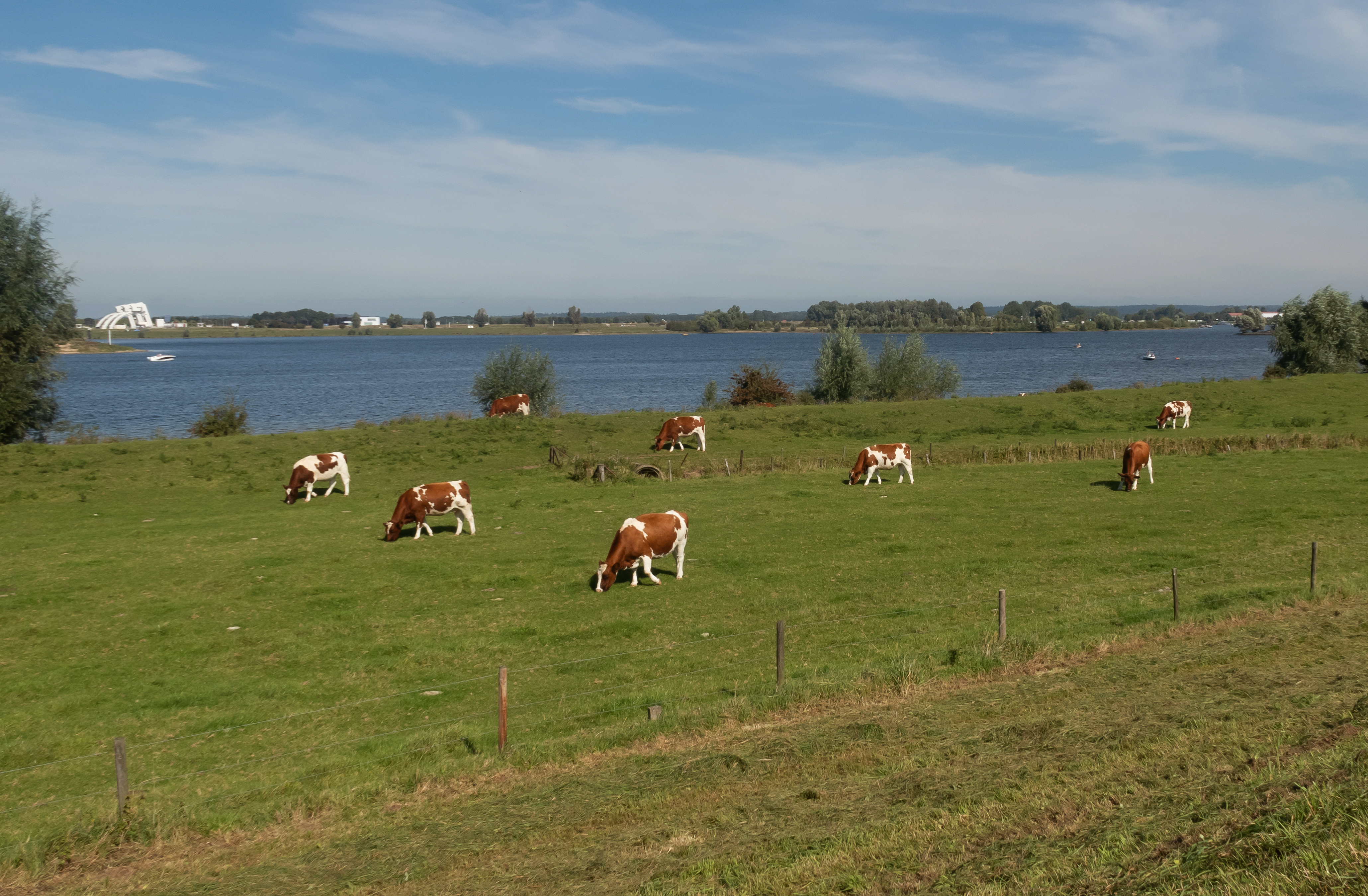
Bei Eiland van Maurik, Panorama